# Tuc de Pèdescauç
El Tuc de Pèdescauç és una muntanya de 2.374 metres que es troba al municipi de Naut Aran, a la comarca de la Vall d'Aran.